# Per alias
El breve Per alias fue un documento por el cual Pío VII restableció la Compañía de Jesús en los reinos de Nápoles y de Sicilia en 1804.

## Historia
Los jesuitas fueron expulsados de los reinos de Nápoles y de Sicilia en 1767, al igual que en otros países como España. Posteriormente la Compañía de Jesús fue suprimida en 1773 por la bula Dominis ac redentor otorgada por Clemente XIV. Algunos años después, Pío VII por petición de Pablo I de Rusia restituye la Compañía en el Imperio ruso. En este último se había refugiado un buen número de jesuitas europeos tras la supresión. En 1804 y como consecuencia del antecedente ruso, Fernando IV de Nápoles y Sicilia ruega a Pio VII el restablecimiento de la Compañía de Jesús en sus dominios. Cita como motivos principales la labor pedagógica de los jesuitas, así como su piedad. Pio VII accedería a su demanda mediante el breve Per alias. Este breve se dirige al jesuita Gabriel Gruber, titulado en el documento como: presbítero, superior y presidente de la Compañía de Jesús en el Imperio ruso.

Al frente de la Compañía en estos reinos se puso José Pignatelli (canonizado en 1954) y les fueron devueltas aquellas de las propiedades que poseían en 1767 y que se encontraban aún en manos públicas. Según Sans a comienzos de 1805, la Compañía en el reino de Nápoles se encontraba compuesta, por:
42 sacerdotes, 23 escolares y 59 hermanos coadjutores. 
Y en el caso del reino de Sicilia:
63 sacerdotes, 63 escolares y 73 hermanos coadjutores. 
Todos ellos en 4 colegios, una casa de probación y 2 residencias.
En Nápoles, en enero de 1805, abrieron sus estudios en el Collegio Massimo. El día 3 del mes anterior (diciembre de 1804) la familia real napolitana había participado en un solemne Te Deum por la restauración de los jesuitas, al día siguiente de la celebración solemne de la festividad del santo jesuita, Francisco Javier precisamente en el Gesú Vecchio, iglesia del Collegio Massimo. 
La restauración de la Compañía de Jesús en el reino de Nápoles tuvo un carácter limitado, al ser este invadido por las tropas francesas en 1806 en el marco de la Tercera Coalición. Como consecuencia de esta invasión, los jesuitas de estos reinos partirían a Sicilia donde se había refugiado Fernando IV de Nápoles y Sicilia junto con su familia y su corte. En esta isla contaban los jesuitas con diferentes sedes. Catorce jesuitas españoles se unirían a los jesuitas de Sicilia.
Aproximadamente diez años después, en agosto de 1814, Pío VII restauraría la Compañía de Jesús en todo el orbe por medio de la bula Sollicitudo omnium ecclesiarum.

### Individuales
1. ↑  Revuelta González, Manuel (2014). «El trasfondo histórico del restablecimiento de la Compañía de Jesús en 1814». Razón y fe 270 (1390-1389): 35-46. ISSN 2659-4536. Consultado el 24 de julio de 2023.
2. ↑  Pizzorusso, Giovanni (1 de octubre de 2014). «I duellanti : la Congregazione de Propaganda Fide e la Compagnia di Gesù dalla soppressione alla restaurazione dell’ordine ignaziano». Mélanges de l'École française de Rome. Italie et Méditerranée (126-1). ISSN 1123-9891. doi:10.4000/mefrim.1681. Consultado el 24 de julio de 2023.
3. ↑  Ticchi, Jean-Marc (2022). «5. Le pontife». Pie VII: Un pape dans la tourmente napoléonienne (en francés). Perrin.
4. 1 2  «FERNANDO VII. SOBRE JESUITAS ESPAÑOLES EN SICILIA. 1810». El Tiempo de los Modernos en el siglo XVIII. 29 de mayo de 2020. Consultado el 24 de julio de 2023.
5. ↑  Regoli, Roberto (2014). «Pio VII, la Curia romana della Compagnia (1814)». La Gregoriana (Pontificia Universidad Gregoriana) (47): 15-18.
6. ↑  Sans y Luengo, 2010, p. s/n.

### Bibliográficas
- Moroni, Gaetano (1845). «Gesuiti». Dizionario di erudizione storico-ecclesiastica (en italiano) (Venecia: Tipografia Emiliana) 30: 154-156. Wikidata Q302523.
- Pío VII (1846). «Restitutio Societatis Jesu in regno utriusque Siciliæ». Bullarium Romanum: summorum pontificum Clementis XIII, Clementis XIV, Pii VI, Pii VII, Leonis XII .. (en latín) 12. Roma: Typ. Reverendae Camerae Apostolicae. pp. 190-191. Consultado el 24 de julio de 2023.
- Sans, Isidro María; Luengo, Manuel (2010). «Restablecimiento de la Compañía en Nápoles / Provincia de Nápoles». Muerte y resurrección de la Compañía de Jesús: 1773-1814. Alicante: Biblioteca Virtual Miguel de Cervantes.

- Datos: Q120868203